# إدوارد دوغلاس
إدوارد دوغلاس (بالإنجليزية: Dewayne Douglas)‏ (و. 1931 – 2000 م) هو لاعب كرة قدم أمريكية، ومدرب رياضي، وضابط شرطة، وشخصية أعمال، من الولايات المتحدة، ولد في كيسيمي، فلوريدا، يلعب كمصطدم ‏، توفي في غينزفيل، فلوريدا، عن عمر يناهز 69 عاماً.

## التعليم
تعلم في جامعة فلوريدا.

## روابط خارجية
- إدوارد دوغلاس على موقع مرجع كرة القدم المحترفة.كوم (الإنجليزية)
- إدوارد دوغلاس على موقع JustSportsStats.com (الإنجليزية)